# Harry Angelman
Harry Angelman (13 de agosto de 1915 en Birkenhead, Cheshire - 8 de agosto de 1996 en Portsmouth) fue un médico pediatra británico. Primero en describir la enfermedad conocida como síndrome de Angelman en tres niños en 1964. En aquel entonces fue considerada rara. En 1973 se descubrió que alrededor de la mitad de los niños que presentaban el síndrome, tenían una pequeña deleción del brazo largo del cromosoma 15. Murió en 1996 de un cáncer de colon.